# Gagrella trochanteralis
Gagrella trochanteralis is een hooiwagen uit de familie Sclerosomatidae.